# Danick Martel
Danick Martel (* 12. Dezember 1994 in Drummondville, Québec) ist ein kanadischer Eishockeyspieler, der seit Juli 2024 beim HC Košice aus der slowakischen Extraliga unter Vertrag steht und dort auf der Position des linken Flügelstürmers spielt. Zuvor absolvierte Martel unter anderem über 400 Spiele in der American Hockey League (AHL) und bestritt darüber hinaus 13 Partien für die Philadelphia Flyers und Tampa Bay Lightning in der National Hockey League (NHL).

## Karriere
Martel verbrachte seine Juniorenzeit zunächst zwischen 2010 und 2012 bei den Cantonniers de Magog in den unterklassigen Juniorenligen seiner Heimatprovinz Québec. Von dort wechselte der Flügelstürmer zur Saison 2012/13 zur Armada de Blainville-Boisbriand in die Ligue de hockey junior majeur du Québec, nachdem er dort bereits im Vorjahr in einer Partie debütiert hatte. In Diensten der Armada steigerte sich der Angreifer von Jahr zu Jahr. Nachdem er in seinem ersten Jahr 41 Scorerpunkte erzielt hatte, steigerte er sich über 60 Punkte auf schließlich 102 in seinem dritten und letzten Jahr in der Liga. Dies bescherte ihm die Wahl ins First All-Star Team der Liga. Darüber hinaus erhielt er für sein besonderes soziales oder gesellschaftliches Engagement die Plaque joueur humanitaire. Zusätzlich setzte er sich innerhalb der gesamten Canadian Hockey League bei der Wahl zum CHL Humanitarian of the Year gegen Scott Simmonds und Taylor Vickerman durch, die äquivalente Auszeichnungen in der Ontario Hockey League und Western Hockey League erhalten hatten.
Ungedraftet erhielt Martel im Frühjahr 2015 ein Vertragsangebot der Philadelphia Flyers aus der National Hockey League, die ihn in den folgenden drei Jahren ausschließlich in ihrem Farmteam in der American Hockey League, den Lehigh Valley Phantoms einsetzten. Erst zum Ende der Saison 2017/18 wurde der Offensivspieler erstmals in den NHL-Kader Philadelphias berufen und debütierte dort. Im Juli 2018 wurde sein auslaufender Vertrag schließlich um ein weiteres Jahr verlängert. Kurz vor dem Beginn der Spielzeit 2018/19 versuchten die Flyers dann ihn über den Waiver wieder in die AHL zu den Phantoms zu schicken. Von dort wurde er allerdings von den Tampa Bay Lightning ausgewählt, die damit den Vertrag des Kanadiers übernahmen. Dort kam er anschließend ebenfalls überwiegend in der AHL bei den Syracuse Crunch zum Einsatz, ehe ihn die Lightning im Februar 2020 im Tausch für Anthony Greco zu den Florida Panthers transferierten. Dort erhielt er nach der Spielzeit 2019/20 keinen weiterführenden Vertrag, sodass er im Januar 2021 einen auf die AHL beschränkten Vertrag bei den Binghamton Devils unterzeichnete. In gleicher Weise schloss er sich im Juli 2021 den Rocket de Laval an, für die er zwei Spielzeiten lang auflief.
Im Juli 2023 wechselte der Kanadier erstmals in seiner Karriere nach Europa, als er sich Hämeenlinnan Pallokerho aus der finnischen Liiga anschloss. Dort war er allerdings nur bis zum Januar 2024 aktiv, ehe er ins benachbarte Schweden zum Örebro HK aus der Svenska Hockeyligan (SHL) wechselte. In Örebro beendete Martel die Spielzeit und verließ den Klub nach dem Ausscheiden aus den Playoffs, um anschließend zum HC Košice aus der slowakischen Extraliga zu wechseln.

## Erfolge und Auszeichnungen
- 2015 LHJMQ First All-Star Team
- 2015 Plaque joueur humanitaire
- 2015 CHL Humanitarian of the Year
- 2018 Teilnahme am AHL All-Star Classic

## Karrierestatistik
Stand: Ende der Saison 2023/24
(Legende zur Spielerstatistik: Sp oder GP = absolvierte Spiele; T oder G = erzielte Tore; V oder A = erzielte Assists; Pkt oder Pts = erzielte Scorerpunkte; SM oder PIM = erhaltene Strafminuten; +/− = Plus/Minus-Bilanz; PP = erzielte Überzahltore; SH = erzielte Unterzahltore; GW = erzielte Siegtore; 1 Play-downs/Relegation; Kursiv: Statistik nicht vollständig)